# Hid
HID (High Intensity Discharge) refere-se ao modo de funcionamento das lâmpadas de xenon. Estas não possuem um filamento como as tradicionais lâmpadas de halogénio. Em vez disso existe uma descarga eléctrica entre dois eléctrodos numa cápsula de quartzo com o gás inerte (xénon). Por não possuirem filamento têm uma durabilidade superior, não existindo o problema deste partir com as vibrações e buracos da estrada.
Este tipo de lâmpadas tem vindo a tornar-se popular em Portugal e um pouco por todo o Mundo, devido ao aumento das condições de segurança, pois além de distribuir uma luz mais homogénea, garante um maior alcance.